# Tirreno-Adriatico
Tirreno-Adriatico is een meerdaagse wielerkoers, die wordt verreden in het midden van Italië. Tijdens deze ronde wordt in ongeveer een week tijd van de Tyrreense Zee (Tirreno) naar de Adriatische Zee (Adriatico) gereden. De koers bestaat vanaf 1966 en was van 2005 tot en met 2007 onderdeel van de UCI ProTour. In 2008 werd het evenement van de ProTour-kalender geschrapt vanwege een conflict tussen organisator RCS Sport en de Internationale Wielerunie. Vanaf 2011 behoort hij tot de UCI World Tour. De race wordt ongeveer gelijktijdig gehouden met Parijs-Nice.

## Achtergrond
De Tirreno-Adriatico wordt verreden in de week vóór Milaan-San Remo en kent diverse massasprintaankomsten. Het is dan ook een belangrijke voorbereidingswedstrijd voor Milaan-San Remo, die ook meestal in een sprint eindigt. De wedstrijd begint meestal in Civitavecchia en heeft zowel vlakke als heuvelachtige ritten en een tijdrit. Vaak is er een aankomst boven op een Apennijnencol.
Drie Belgen wisten de ronde te winnen: Antoine Houbrechts won in 1970, Roger De Vlaeminck won het klassement van 1972 tot en met 1977 en is met deze zes eindoverwinningen zelfs recordhouder. De meest recente Belgische overwinning kwam er in 2016 dankzij Greg Van Avermaet. De Tirreno-Adriatico is een van de weinige grote wielerkoersen die niet door Eddy Merckx is gewonnen en wel werd verreden in zijn tijd. 
Er staan ook drie Nederlanders op de erelijst. Joop Zoetemelk was de eerste in 1985; Erik Dekker (2002) en Thomas Dekker (2006) volgden in de 21e eeuw.

## Winnaars
De Tirreno-Adriatico heeft op twee manieren een divers palmares. Enerzijds zijn er niet meer dan vijf winnaars die hun titel prolongeerden. Anderzijds is er verscheidenheid in de herkomst van de winnende coureurs; er zijn veertien verschillende nationaliteiten vertegenwoordigd. Thuisland Italië is de hofleverancier met vierentwintig overwinningen waarvan de laatste in 2013 werd behaald.

### Meervoudige winnaars
| Overwinningen | Renner             | Land        | Jaren                              |
| ------------- | ------------------ | ----------- | ---------------------------------- |
| 6             | Roger De Vlaeminck | België      | 1972, 1973, 1974, 1975, 1976, 1977 |
| 2             | Francesco Moser    | Italië      | 1980, 1981                         |
| 2             | Giuseppe Saronni   | Italië      | 1978, 1982                         |
| 2             | Tony Rominger      | Zwitserland | 1989, 1990                         |
| 2             | Rolf Sørensen      | Denemarken  | 1987, 1992                         |
| 2             | Vincenzo Nibali    | Italië      | 2012, 2013                         |
| 2             | Nairo Quintana     | Colombia    | 2015, 2017                         |
| 2             | Tadej Pogačar      | Slovenië    | 2021, 2022                         |
| 2             | Primož Roglič      | Slovenië    | 2019, 2023                         |

### Overwinningen per land
| Overwinningen | Land                                                                |
| ------------- | ------------------------------------------------------------------- |
| 24            | Italië                                                              |
| 8             | België                                                              |
| 5             | Spanje, Zwitserland                                                 |
| 4             | Slovenië                                                            |
| 3             | Denemarken, Nederland                                               |
| 2             | Colombia                                                            |
| 1             | Australië, Duitsland, Noorwegen, Polen, Verenigd Koninkrijk, Zweden |

1966 · 1967 · 1968 · 1969 · 1970 · 1971 · 1972 · 1973 · 1974 · 1975 · 1976 · 1977 · 1978 · 1979 · 1980 · 1981 · 1982 · 1983 · 1984 · 1985 · 1986 · 1987 · 1988 · 1989 · 1990 · 1991 · 1992 · 1993 · 1994 · 1995 · 1996 · 1997 · 1998 · 1999 · 2000 · 2001 · 2002 · 2003 · 2004 · 2005 · 2006 · 2007 · 2008 · 2009 · 2010 · 2011 · 2012 · 2013 · 2014 · 2015 · 2016 · 2017 · 2018 · 2019 · 2020 · 2021 · 2022 · 2023 · 2024· 2025
2011 · 2012 · 2013 · 2014 · 2015 · 2016 · 2017 · 2018 · 2019 · 2020 · 2021 · 2022 · 2023 · 2024 · 2025
Tour Down Under · Great Ocean Road Race · Ronde van de Verenigde Arabische Emiraten · Omloop Het Nieuwsblad · Strade Bianche · Parijs-Nice · Tirreno-Adriatico · Milaan-San Remo · Ronde van Catalonië · Driedaagse Brugge-De Panne · E3 Harelbeke · Gent-Wevelgem · Dwars door Vlaanderen · Ronde van Vlaanderen · Ronde van het Baskenland · Parijs-Roubaix · Amstel Gold Race · Waalse Pijl · Luik-Bastenaken-Luik · Ronde van Romandië · Eschborn-Frankfurt · Ronde van Italië · Critérium du Dauphiné · Ronde van Zwitserland · Copenhagen Sprint · Ronde van Frankrijk · Clásica San Sebastián · Ronde van Polen · BEMER Cyclassics · Renewi Tour · Ronde van Spanje · Bretagne Classic · GP van Québec · GP van Montréal · Ronde van Lombardije · Ronde van Guangxi